# Vichel
Vichel é uma comuna francesa na região administrativa de Auvérnia-Ródano-Alpes, no departamento Puy-de-Dôme. Estende-se por uma área de 5,76 km². Em 2010 a comuna tinha 362 habitantes (densidade: 62,8 hab./km²).